# Munida heteracantha
Munida heteracantha är en kräftdjursart som beskrevs av Ortmann 1892. Munida heteracantha ingår i släktet Munida och familjen trollhumrar. Inga underarter finns listade i Catalogue of Life.